# CBS Reality
CBS Reality – brytyjski, tematyczny kanał telewizyjny, emitujący programy typu reality show, telenowele/filmy dokumentalne oraz programy lajfstajlowe. Jego właścicielem jest CBS AMC Networks UK Channels Partnership, joint venture przedsiębiorstw Paramount Global i AMC Networks International – UK(dawniej Chello Zone).

## Emisja w Polsce
Kanał Reality TV rozpoczął swoje nadawanie w języku polskim 17 marca 2000 roku na ówczesnej platformie Wizja TV. W kolejnych latach nadawania kanał dwukrotnie zmieniał nazwę: 14 czerwca 2006 na Zone Reality, a od 3 grudnia 2012 nadaje pod obecną nazwą. 1 sierpnia 2013 zmienił format emisji z dotychczasowego 4:3 na panoramiczny 16:9. Z dniem 23 września 2019 kanał zaczął nadawać w HD, a jego odpowiednik w SD zakończył nadawanie.

## Parametry odbioru niekodowanego w Polsce
(język angielski)
- satelita Eurobird 1 (28,5°E), częstotliwość: 12 523 MHz; polaryzacja: V (pionowa); Video PID: 2325; Audio PID: 2326.
- satelita Eurobird 1 (28,5°E), częstotliwość: 11 261 MHz; polaryzacja: H (pozioma); Video PID: 2308; Audio PID: 2309. (Zone Reality +1)

Sygnał z tych satelitów jest na obszarze Polski dość mocny, dlatego do odbioru programów wystarcza antena satelitarna o średnicy 50–90 cm.